# 松尾静明
松尾 静明（まつお せいめい、1940年3月3日 - ）は、日本の詩人、禅宗僧侶。広島市生まれ。2000年『丘』で第33回小熊秀雄賞受賞。2001年『都会の畑』で第34回日本詩人クラブ賞受賞。2008年『地球の庭先で』で第19回富田砕花賞受賞。広島県詩人協会会長を務めた。仏教関係の著書もある。

## 著書
- 『ポケットの中の青い空 松尾静明小詩集』詩人集団同時代人の会 同時代豆本双書 1975
- 『遠い声 松尾静明詩集』三宝社 1987
- 『松尾静明詩集 大無口』近文社 日本詩人叢書 1989
- 『マロニーヒル 詩集』三宝社 1993
- 『わかりやすい『禅』の心 "禅"の源流を求めて』三宝社 心を編む双書 1995
- 『わかりやすい『三蔵法師』の心 シルクロードと玄奘三蔵』三宝社 心を編む双書 1996
- 『わかりやすい『仏陀』の心 その一生、修行とかがやき』三宝社 心を編む双書 1997
- 『丘 詩集』三宝社 1999
- 『都会の畑 詩集』三宝社 2000
- 『わが標準語 方言詩』三宝社 2001

## 注
1. ↑  『文藝年鑑』2008年